# Frosch (Vermessung)

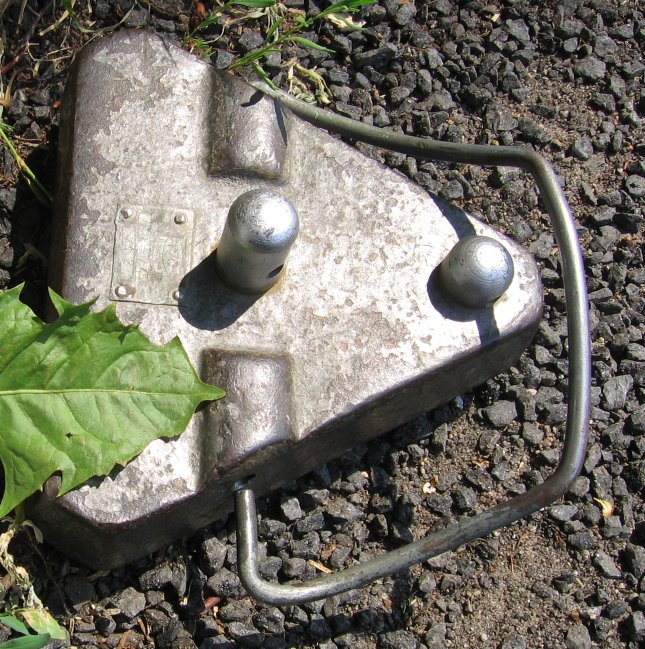
Ein Frosch

Im Vermessungswesen ist ein Frosch eine metallene Platte mit Krallenfüßen, die beim Nivellement (Höhenmessung) als standsichere und rutschfeste Unterlage für die Nivellierlatten verwendet wird. Der Frosch hat oben eine, manchmal auch zwei metallene Halbkugel(n), um die Nivellierlatte auf einen in der Höhe eindeutig definierten Punkt aufsetzen zu können. Die eventuell vorhandene zweite Halbkugel ist höhenversetzt und dient der Kontrollmessung. 